# Amomfaretos
Amomfaretos (en llatí Amompharetus, en grec antic Ἀμομφάρετος) fou un comandant espartà que va refusar retirar les seves forces cap a una plana propera el dia abans de la batalla de Platea l'any 479 aC com li ordenava Pausànies, perquè considerava que aquest moviment podia ser considerat una fugida.
Va accedir finalment quan la resta de l'exèrcit va fer el moviment que se li havia ordenat i l'havien deixat abandonat i es va reunir amb Pausànies. A la batalla de Platea, on es va distingir per la seva valentia, va morir en la lluita i segons Heròdot, va ser enterrat entre els ἰρένες ("irenes"), separat de la resta d'espartans i d'ilotes morts. La paraula ἰρένες, que volia dir "jove", segurament Heròdot la va aplicar en el seu sentit original de "comandant".